# Dad
Dad község Komárom-Esztergom vármegyében, az Oroszlányi járásban.

## Fekvése
A község a Vértes északnyugati részén helyezkedik el; a központján kelet-nyugati irányban a 8135-ös út, észak-déli irányban a 8127-es út halad keresztül. Budapesttől 80, Tatabányától 18, Oroszlánytól 10, Kömlődtől 5, Császártól 8, Kocstól pedig 12 kilométer távolságra található.
Területén áthalad a MÁV 13-as számú Tatabánya–Pápa-vasútvonala, amelynek egy megállási pontja van itt; Dad megállóhely közúti elérését a 8135-ös útból kiágazó 81 324-es számú mellékút teszi lehetővé.
Autóbusszal elérhető az 1256-os, 1702-es, 1848-as, 1851-es, 8464-es, 8560-as, 8562-es, 8570-es, 8574-esés 8594-es számú vonalakon.

## Története
Dadról az első írásos adat 1230-ból ismert, ekkor Dod alakban említették. Ekkor II. Endre a Fejér vármegyéhez sorolt Dad (Dod) települést – a fölöslegesen elajándékozott javak revíziója nyomán – visszavette Csák nembeli Miklóstól. Ennek ellenére 1326-ban Csák nemzetségbeli István fiainak birtokai között sorolták fel, melyet Károly Róbert király cserébe elvett tőlük.
A falunak 1333-ban már temploma is állt, egyháza ekkor a fehérvári esperességhez tartozott. 1438-ig királyi birtokként szerepelt. 1440-ben Újlaki Miklósé lett és Gesztes várához tartozott. 1517 és 1748 között a dadi puszta Török Imre nándorfehérvári bán és felesége, Pemflinger Kata birtokaként volt említve.
1529-ben a falut a törökök teljesen elpusztították, lakói azonban később visszaköltöztek. 1573-ig a várpalotai várhoz tartozott. 1635-ben csak 2 adózó portáját írták össze, 1640 körülre pedig teljesen elnéptelenedett. 1643-ban gróf Csáky László, a gesztesi vár ura az elnéptelenedett faluba református jobbágyokat hozott, és a használaton kívüli katolikus templomot is nekik adta.  Ezután egy ideig gróf Csáky László birtoka volt, majd 1693-ban gróf Eszterházy Ferenc tulajdonába került a falu.
Az 1707-es összeíráskor Dad a Rákóczi által elfoglalt területekhez tartozott. 1718-ban nagy tűzvész pusztított a faluban, ekkor temploma is elpusztult. 1735-ben a falu lakosai helyrehozták a katolikus templomot. 1747-48-ban újra települtek a katolikusok. A falu ez időben Gróf Eszterházy József birtoka volt, aki visszaadta a katolikusoknak a templomukat, a reformátusoknak pedig a templomépítéshez telket, és építőanyagot adományozott.
A település mai lakóinak nagy része a mezőgazdaságból és állattartásból él.

## Közélete

### Polgármesterei
- 1990–1994: Szücs Bálint (FKgP)[4]
- 1994–1998: Horváth Dénes (független)[5]
- 1998–2002: Horváth Dénes (független)[6]
- 2002–2003: Imrő János (független)[7]
- 2004–2004: Horváth Dénes (független)[8]
- 2004–2006: Rokosz Zsigmond (független)[9]
- 2006–2010: Szücs Attiláné (független)[10]
- 2010–2014: Szücs Attiláné (független)[11]
- 2014–2019: Szücs Attiláné (független)[12]
- 2019–2024: Szücs Attiláné (független)[13]
- 2024– : Gombos István (független)[1]

A településen 2004. január 4-én időközi polgármester-választást (és képviselő-testületi választást) tartottak, mert a képviselő-testület feloszlatta magát. A választáson a település addigi polgármestere Imrő János 30 százalékos eredményével csak a második helyet érte el a négy jelölt közül, a polgármesteri tisztséget pedig Horváth Dénes nyerte el. Horváth Dénes azonban rövid időn belül visszaadta mandátumát, így 2004. április 18-ára újabb időközi választást írtak ki a településen.

## Népesség
A település népességének változása:
| Lakosok száma | 1008 | 991  | 977  | 953  | 988  | 973  | 960  |
|               | 2013 | 2014 | 2015 | 2021 | 2022 | 2023 | 2024 |

A 2011-es népszámlálás során a lakosok 92,8%-a magyarnak, 0,5% cigánynak, 0,2% szerbnek, 0,2% szlováknak mondta magát (7,2% nem nyilatkozott; a kettős identitások miatt a végösszeg nagyobb lehet 100%-nál). A vallási megoszlás a következő volt: római katolikus 34,6%, református 37%, evangélikus 2,6%, görögkatolikus 0,2%, felekezeten kívüli 7% (16,9% nem nyilatkozott).
2022-ben a lakosság 93,3%-a vallotta magát magyarnak, 0,5% németnek, 0,5% cigánynak, 0,2% szlováknak, 0,2% szerbnek, 0,1% szlovénnek, 1,4% egyéb, nem hazai nemzetiségűnek (6,6% nem nyilatkozott; a kettős identitások miatt a végösszeg nagyobb lehet 100%-nál). Vallásuk szerint 31,2% volt református, 24,6% római katolikus, 1,7% evangélikus, 0,4% görög katolikus, 0,2% ortodox, 1% egyéb keresztény, 0,5% egyéb katolikus, 11,4% felekezeten kívüli (28,7% nem válaszolt).

## Nevezetességei
- Említésre méltó a  falu római katolikus plébániája, mely a kor híres építésze, Fellner Jakab tervei alapján épült.
- Római katolikus temploma 1784-ben, református temploma 1748-ban épült.
- A falu határában Dad és Kecskéd között található egy kétnyílásos barokk stílusban épült kőhíd, 1773-ból.
- A falu központjában található egy óriási hársfa amely már több mint 101 éves.
- Esterházy-kastély

## Híres emberek
- Itt született Tóth B. László (1906–1981), festőművész